# Doba (Čad)
Doba je grad na jugu Čada, udaljen stotinjak kilometara od granice sa Srednjoafričkom Republikom. Sjedište je regije Logone Oriental i departmana La Pendé.
Godine 2010. Doba je imala 29.200 stanovnika.